# Pfarrhof (Reinprechtspölla)

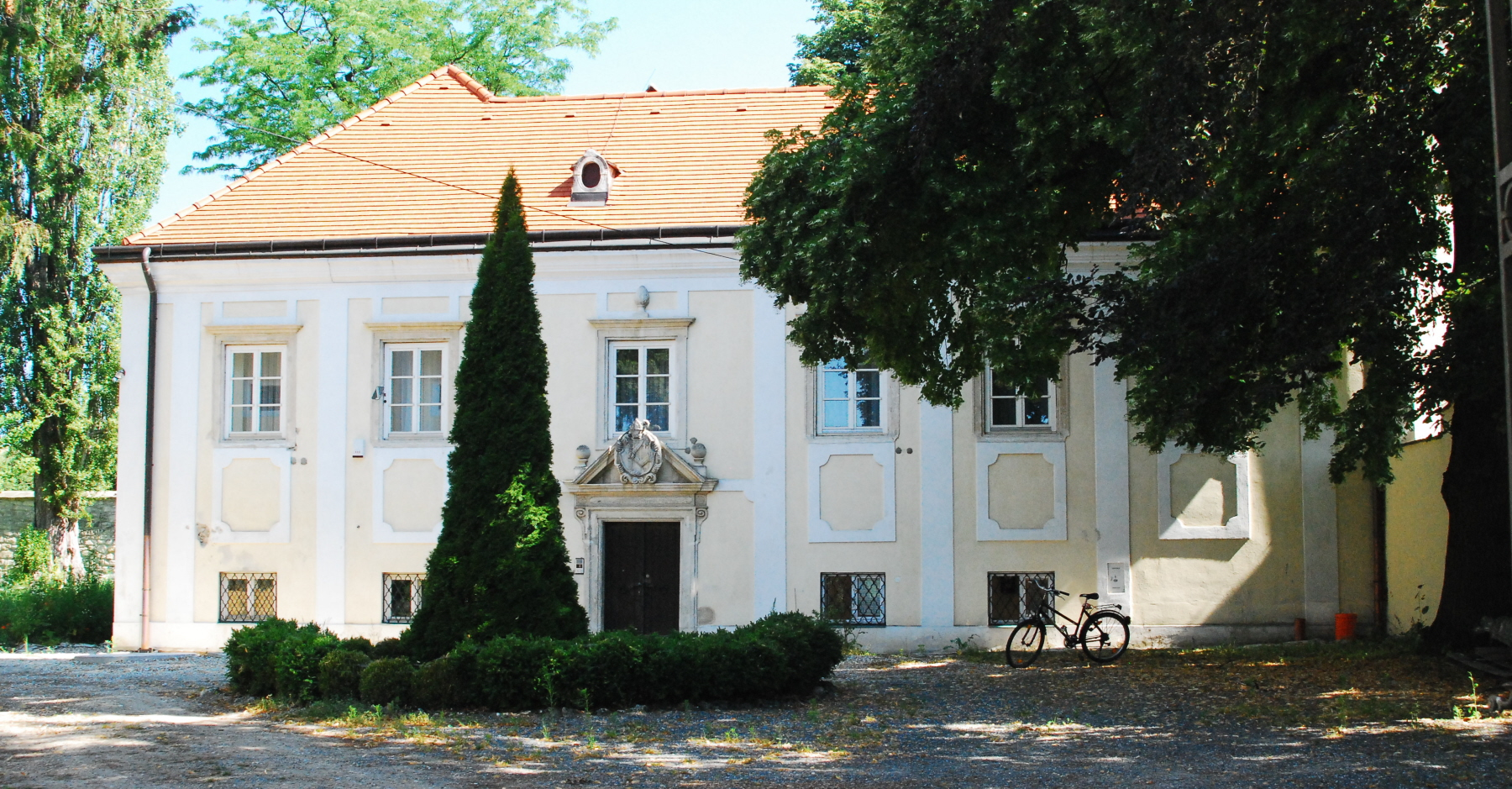
Pfarrhof Reinprechtspölla

Der Pfarrhof von Reinprechtspölla in Niederösterreich ist ein schlossartiger Bau mit vier zweistöckigen Flügeln, die einen Hof umschließen. Er ist von einem parkähnlichen Garten umgeben und steht, ebenso wie die Pfarrkirche des Ortes und der angrenzende Friedhof, unter Denkmalschutz (Listeneintrag).

## Äußeres
Die Anlage wurde in einer Urkunde des Jahres 1311 als Schloss genannt und um 1660 erweitert. 1756 wurde sie unter der Leitung des Baumeisters Leopold Wißgrill in spätbarockem Stil umgestaltet. Aus dieser Zeit stammen unter anderem die durch Lisenen und Putzparapeten gegliederte Fassaden. Die Fenster mit Sohlbänken und Verdachung wurden um 1700 in die heutige Form gebracht. Vor dem Südportal stehen zwei dreiseitige Kandelaberobelisken aus der Zeit um 1760. Das rechteckige Portal mit gebrochenem Giebel und figuralem Relief ist mit der Jahreszahl der Erweiterung 1660 bezeichnet.
Der Innenhof des Pfarrhauses verfügt über eine ost- und westseitige Loggia mit geradem Architrav über toskanischen Säulen auf Pfeilerarkaden aus dem 17. Jahrhundert sowie eine westseitige Balustradenfreitreppe mit einem Doppelwappen auf Säulenpostament.

## Inneres
Der Innenraum hat im Obergeschoß Steingewändetüren mit Oberlichter. Ein Portal hat ein Schuppengewände mit einem Relief Girlandenvase mit seitlichen Putten aus der Zeit um 1600 in einem halbkreisförmigen Giebelfeld. Zur weiteren Ausstattung gehört ein geschwungenes Brunnenbecken mit Figur vom Anfang oder der Mitte des 18. Jahrhunderts. Außerdem weisen die Obergeschoßräume Stuckspiegel aus dem 18. Jahrhundert auf. In einem Eckzimmer ist ein Doppelwappen zu sehen, das, auf Propst Jacob Zinni hinweisend, die Bezeichnung „I.P.Z. 1706“ trägt. Der Pfarrhof hat mehrere barocke Figuren und Gemälde in Verwahrung.

## Garten

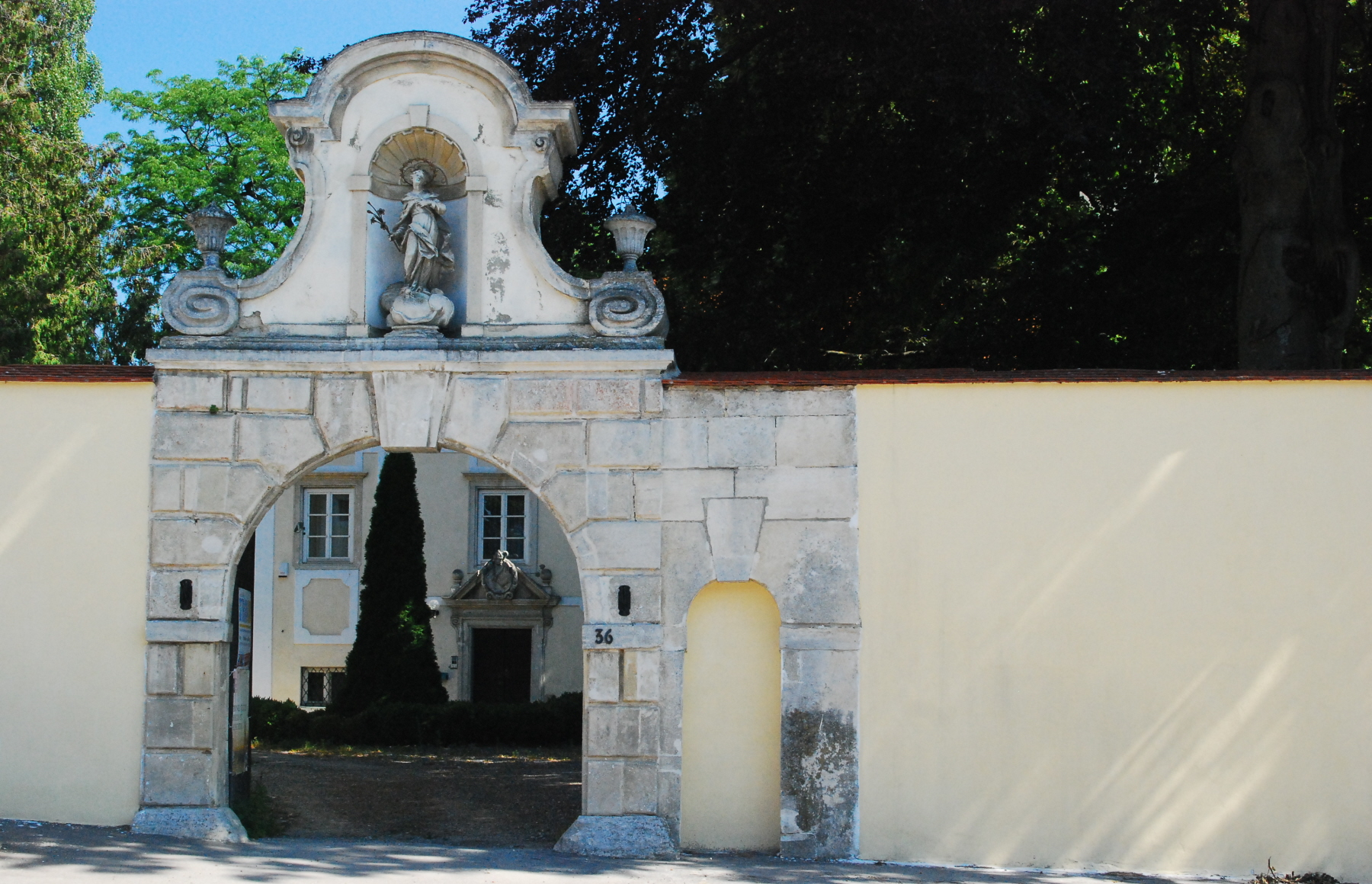
Portal

Der parkartige Pfarrhofgarten verfügt über mehrere aufgestellte Skulpturen und Architekturteile. Dazu zählen ein Triumphbogen aus dem 17. Jahrhundert mit Attikaaufsatz, bezeichnet mit „Praepositus Iosephus“; ein barockes Rundbogenportal aus dem 18. Jahrhundert mit geschwungenem Giebelaufsatz und Wappenkartusche; gemauerte Pfeiler aus der Mitte des 18. Jahrhunderts mit Kugel- und Eichelbekrönungen; reliefierte, aufgestellte Steine, von denen einer mit „1761“ bezeichnet ist; barocke Zwergenfiguren aus Eggenburg; eine Brunnenfigur mit Vase auf geschwungenem Postament sowie eine spätbarocke Vase, die um 1770 datiert wird.
Das Areal ist von Süden her durch ein gequadertes Rundbogenportal aus der Zeit um 1600 zugänglich. Dieses verfügt über Prellsteine und einen hohen Keilstein, Kettenschlitze und eine vermauerte Gehtür. Aus dem 18. Jahrhundert stammt eine aufgesetzte barocke Giebelnische mit seitlichen Voluten, Vasen und einer Figur Maria Immaculata.